# Бука, Станислав Анатольевич
Станислав Анатольевич Бука (родился в Харькове 27 февраля 1950 году) — латвийский экономист и государственный деятель. Выпускник Харьковского университета, аспирантуру окончил в Латвийском государственном университете, где позднее преподавал.
Депутат Верховного Совета Латвии в 1990-1993 гг., депутат Рижского горсовета в 1989-1994 гг. Ректор, позднее председатель Сената Балтийского русского института (позднее как Балтийской международной академии).